# 赵延庆 (1962年)
赵延庆（1962年12月—），男，汉族，中华人民共和国政治人物，现任辽宁省政协副主席，辽宁省工商联主席，第十三届全国政协委员。